# Achacachi
Achacachi ist eine Kleinstadt auf dem Altiplano des südamerikanischen Anden-Hochgebirges in Bolivien.

## Lage im Nahraum
Achacachi (Aymara: Jach'ak'achi) liegt auf einer Höhe von 3854 m auf der Achacachi-Halbinsel am Ostufer des Titicacasees, 96 Kilometer nördlich der Departamento-Hauptstadt La Paz. Die Stadt ist Hauptstadt der Provinz Omasuyos und Ausgangspunkt für Trekking-Fahrten zum Titicacasee, in das Illampú-Bergmassiv oder entlang des Río Keka. Nach der spanischen Eroberung trug die Gemeinde den Namen Villa Lealtad de Cáceres, benannt nach dem ersten ansässigen spanischen Gutsbesitzer.

## Geographie
Das Klima im Raum Achacachi leitet sich ab aus der Höhenlage auf dem Altiplano und der Nähe zur großen Wasserfläche des Titicacasees, der die Temperaturschwankungen abmildert.
Die Jahresdurchschnittstemperatur liegt bei 11 °C (siehe Klimadiagramm Achacachi), wobei der Monatsdurchschnitt im kältesten Monat (Juli) mit 8 °C nur wenig von den wärmsten Monaten (November bis März) mit 12 °C abweicht. Das Klima ist arid von Juni bis August mit nur sporadischen Niederschlägen und humid in den Sommermonaten, vor allem von Dezember bis März, mit Monatsniederschlägen von teilweise mehr als 100 mm. Der Jahresniederschlag liegt bei etwa 600 mm.

## Geschichte
Achacachi war vor der Zeit der Inka Hauptstadt des Umasuyus-Volkes am Ostufer des Titicacasees, das sich erfolgreich gegen die Unterwerfung durch die Inkas zur Wehr setzte. Infolgedessen spricht die indigene Bevölkerung der Region weiterhin Aymara und nicht Quechua.
Bei Ankunft der spanischen Eroberer existierte dort bereits eine Stadt mit Namen „Jach'a Kach'i“ (in der Sprache der Aymará „jach'a“ = groß und „k'achi“ = Felsspitze), woraus die Spanier den Namen Achacachi machten. Am 24. Januar 1826 wurde die Stadt Verwaltungssitz der Provinz.

## Bevölkerung
Die Einwohnerzahl der Ortschaft ist in den vergangenen beiden Jahrzehnten auf fast das Doppelte angestiegen:
| Jahr | Einwohner | Quelle       |
| ---- | --------- | ------------ |
| 1992 | 5602      | Volkszählung |
| 2001 | 7540      | Volkszählung |
| 2012 | 8857      | Volkszählung |
| 2024 |           | Volkszählung |

Ethnisch ist die Mehrzahl der Einwohner Aymara. Prominenter Sohn der Gemeinde ist Juan Vargas Aruquipa, der am 8. März 1947 in Achacachi geboren wurde und zwischen 1997 und 2022 Bischof im bolivianischen Bistum Coroico war.

## Wirtschaft
Die Stadt lebt vor allem von landwirtschaftlicher Produktion, die auf Grund der vorherrschenden Armut teilweise mit primitivsten Mitteln betrieben wird. Schwerpunkte sind die Schafzucht und der Anbau von Kartoffeln, Quinoa und Futtergetreide.

## Politik
Auf Grund der ethnischen Zusammensetzung, der großen Armut in der Bevölkerung und der am Río Keka gelegenen Militärkaserne ist es vor allem seit dem Jahr 2000 immer wieder zu Zusammenstößen mit der Zentralregierung und der Armee gekommen, zu Straßenblockaden und zu gewalttätigen Übergriffen von beiden Seiten. Dabei sind sowohl im Jahr 2000 als auch 2003 und 2005 Bürger der Stadt wie auch Vertreter der Staatsmacht ums Leben gekommen. Auslöser der Unruhen waren jeweils die Privatisierungspläne der Regierung für Wasser und Erdgas.

## Städtepartnerschaft
- Rom, Italien